# Sindrome di Napoleone

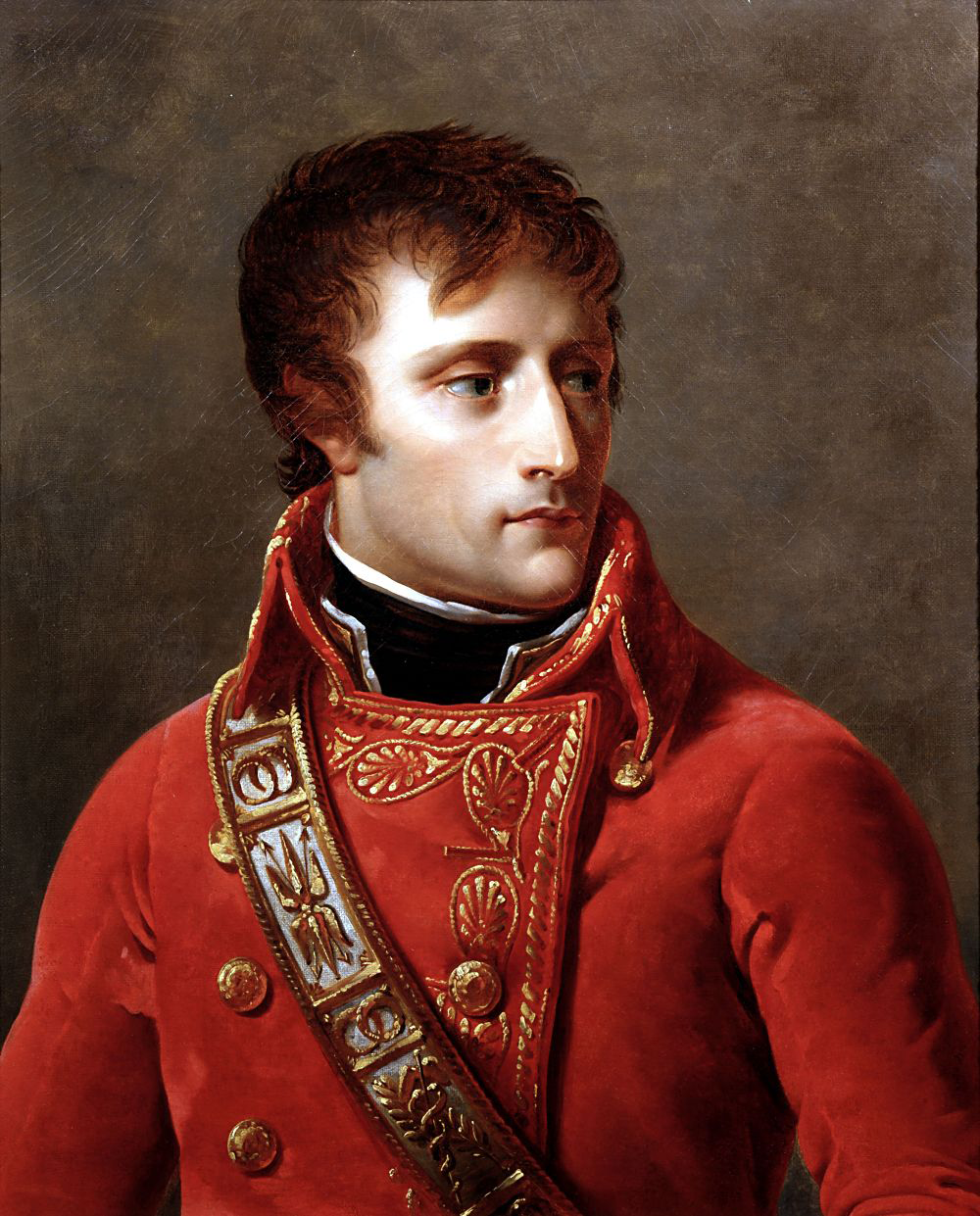
Napoleone Bonaparte, da cui è tratto il nome della sindrome.

La sindrome di Napoleone è un teorico complesso di inferiorità, attribuito generalmente a persone di bassa statura, e caratterizzato da un comportamento sociale eccessivamente aggressivo o prepotente, come mentire sui guadagni, e implica che tale comportamento sia compensativo delle carenze fisiche o sociali del soggetto. In psicologia, il complesso di Napoleone è considerato uno stereotipo sociale dispregiativo.

## Eponimo
La sindrome di Napoleone prende il nome dall'imperatore Napoleone I di Francia. Il folklore comune suppone che Napoleone compensasse la sua mancanza di altezza cercando potere, guerra e conquista. Questa visione fu sostenuta e incoraggiata dagli inglesi, che intrapresero una campagna di propaganda per ridurre il loro nemico nella stampa e nell'arte, durante la sua vita e dopo la sua morte. Nel 1803, fu deriso sui giornali britannici come un piccolo irascibile.
Così scrive Laurent Augustine Pelletier de Chambure citando Frederick Lewis Maitland:  
Ma aggiunge il traduttore del testo sopra citato, in nota, a proposito di detta misura inglese, che corrisponderebbe cioè a ben 170 cm circa:
Americo Scarlatti così descrive Napoleone in un saggio, La statura umana:

## Epidemiologia e caratteristiche psicologiche
Nel 2007, una ricerca dell'Università del Lancashire Centrale ha suggerito che la sindrome di Napoleone, descritta teoricamente come il desiderio aggressivo da parte di uomini più bassi di dominare coloro che siano più alti di loro, è probabilmente un mito. Lo studio ha scoperto che gli uomini bassi avevano meno probabilità di perdere la pazienza rispetto agli uomini di altezza media. L'esperimento ha coinvolto soggetti che duellano con dei bastoncini, con un soggetto che batte deliberatamente le nocche dell'altro. I cardiofrequenzimetri hanno rivelato che gli uomini più alti avevano maggiori probabilità di perdere la pazienza e reagire.
Il "Wessex Growth Study" è uno condotto nel Regno Unito che ha monitorato lo sviluppo psicologico dei bambini dall'ingresso scolastico all'età adulta. Lo studio ha rilevato che "non sono state trovate differenze significative nel funzionamento della personalità o aspetti della vita quotidiana che potrebbero essere attribuibili all'altezza". Questo studio includeva la sindrome di Napoleone.
Abraham Buunk, professore all'Università di Groninga nei Paesi Bassi, ha affermato di aver trovato prove della sindrome di Napoleone. I ricercatori dell'Università hanno scoperto che gli uomini alti 163 cm circa avevano il 50% in più di probabilità di mostrare segni di gelosia rispetto agli uomini alti 198 cm.
Nel 2018, lo psicologo evoluzionista Mark van Vugt e il suo team presso la Vrije Universiteit di Amsterdam, hanno trovato prove della sindrome in soggetti maschili. Gli uomini di bassa statura si sono comportati in modo più (indirettamente) aggressivo nelle interazioni con gli uomini più alti. La loro ipotesi di psicologia evolutiva sostiene che in situazioni competitive, quando i maschi, umani o non umani, ricevono segnali di essere fisicamente superati, entra in gioco la psicologia complessa di Napoleone: i maschi fisicamente più deboli dovrebbero adottare strategie comportamentali alternative per livellare il campo di gioco, tra cui la dimostrazione di aggressività indiretta.